# Africoecetes armatus
Africoecetes armatus är en kräftdjursart. Africoecetes armatus ingår i släktet Africoecetes och familjen Corophiidae. Inga underarter finns listade i Catalogue of Life.